# Crisia arctica
Crisia arctica är en mossdjursart som beskrevs av Sars 1862. Crisia arctica ingår i släktet Crisia och familjen Crisiidae. Inga underarter finns listade i Catalogue of Life.